# Batalla del Pantano de Vargas
La Batalla del Pantano de Vargas fue un enfrentamiento armado que se libró en lo que hoy se conoce como Pantano de Vargas, en el corregimiento del municipio de Paipa, en la actual Boyacá, Colombia, en la noche del 24 y la madrugada, mañana y tarde del 25 de julio de 1819. Los bandos enfrentados fueron las tropas patriotas y las tropas realistas en la campaña libertadora por la independencia de la entonces Nueva Granada, hoy Colombia, Panamá, Venezuela y Ecuador. 
En ella, el ejército "Libertador" al mando de Simón Bolívar pretendía tomar a la ciudad Tunja por el camino de Toca para cortarle el paso y las líneas de communicaciones a las fuerzas de apoyo de la III División del Ejército Realista comandado por el coronel José Maria Barreiro que se dirigía a la ciudad de Santa Fe de Bogotá. Los realistas se percataron de este movimiento y bloquearon a los patriotas, tomando las alturas y el camino que iba de Tibasosa a Paipa al borde del Pantano de Vargas.
Esta batalla resultó muy difícil para los hombres al mando de Bolívar, que estuvieron cerca de la derrota, ya que el ejército se encontraba agotado y desorganizado tras el difícil ascenso al páramo de Pisba. Los realistas también se habían ocupado las posiciones estratégicas en la zona previo al comienzo de la batalla. La batalla duró más de 6 horas, cerca de las 5pm todo parecía perdido para los patriotas, con la infantería y caballería realista emprendiendo un movimiento de envolvimiento a los patriotas. 
La victoria se obtuvo gracias a una acción combinada de caballería e infantería a través de la carga iniciada por 14 lanceros de Llano Arriba liderada por el teniente coronel Juan Jóse Rondón, la cual pudo romper las líneas realistas. Esta combinada por el ataque del teniente coronel Lucas Carvajal, junto con los esfuerzos de la Legión Británica salvaron al ejército patriota de la derrota. 
La batalla del Pantano de Vargas constituyó el evento bélico más importante de la Guerra de Independencia, la victoria obtenida ahí despejó el camino de los patriotas hacia Santa fe, desanimó a los realistas y representó el combate más cruento de la Campaña Libertadora de 1819, dado el número de bajas en ambos bandos, aunque sus partes de guerra son confusos e imprecisos.

## Acontecimientos previos

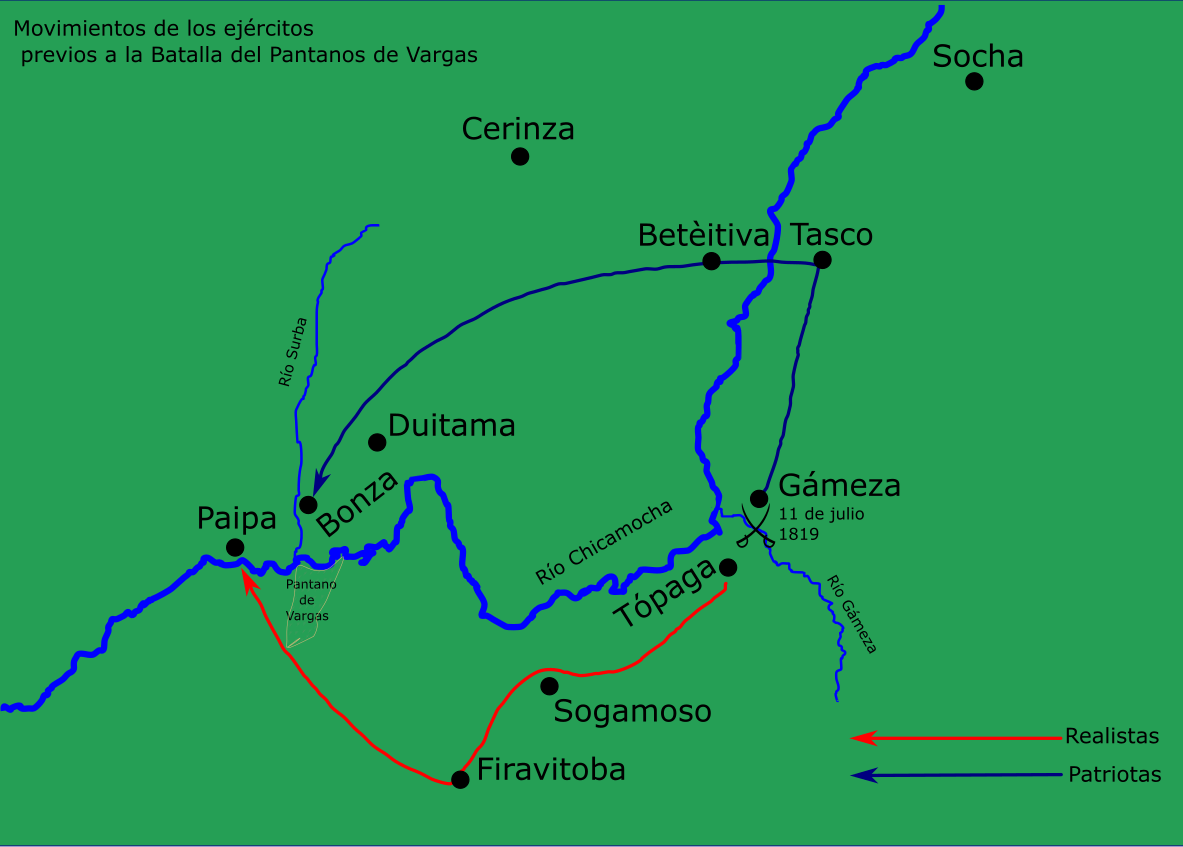
Movimientos de los ejércitos previos a la Batalla del Pantano de Vargas

La vanguardia del ejército, al mando del general Santander, llegó a Socha el 5 de julio, luego de atravesar el páramo en su totalidad. En ese pueblo, y con el apoyo de las poblaciones cercanas, las tropas descansaron y fueron ayudadas a recuperarse. Al día siguiente, las tropas del general José Antonio Anzoátegui arribaron al mismo sitio, donde también fueron auxiliadas. El estado en que se encontraba el ejército era lamentable, Santander en sus memorias escribe que el ejército parecía como un “cuerpo moribundo.” Durante la travesía por la cordillera se había perdido hombres, casi todos los caballos, ganado, y otros pertrechos para la guerra. Además, la Legión Británica se había quedado al otro lado de la cordillera, y no cruzaría el páramo hasta el 22 de julio. 
Los patriotas establecieron un hospital militar en Tasco para atender los más de 500 soldados que se encontraban enfermos y heridos. No obstante, con el apoyo de la población local y algunas guerrillas patriotas, Bolívar restablece su ejército con campesinos boyacenses. Durante los siguientes días en un esfuerzo por tomar las poblaciones aledañas para luego capturar a Sogamoso, el ejército libertador enfrentó a las tropas de la III división del ejército realista del coronel José María Barreiro en los combates de Corrales, Gámeza, y Molinos de Tópaga el 10 y el 11 julio. Los combates son reñidos pero indecisos, aunque le obligan a Bolívar cambiar su estrategia inicial de un asalto frontal a Sogamoso por un flanqueo a la izquierda por el Valle de Cerinza.  

## Desarrollo de la batalla

### Inicio
En vista del fracaso de la maniobra de flanqueo por la izquierda, Bolívar decidió el 22 de julio en su cuartel general de Los Corrales de Bonza planear una nueva maniobra de flanqueo ahora por la izquierda con el objeto de caer sobre Tunja por el camino de Toca cortando las comunicaciones de Barreiro con Santa Fe. Por esta razón, decidió tomar el curso del camino de Tibasosa a Paipa, para lo cual debía cruzar el río Chicamocha, crecido por ser época de invierno. Los días 23 y 24 de julio se dedicaron a la construcción de balsas de chusque y cuero para vadearlo, y el 25 de julio, a las cinco de la mañana, ya estaban listas, por lo que se decidió vadear el río por el sitio de Puente de la Balsa. El cruce del Chicamocha, invadeable en el invierno, fue el principal obstáculo para la realización e la maniobra. De las balsas construidas se desbarataron algunas, lo cual retardo la operación hasta las 10 de la mañana. Durante este tiempo, Bolivar también ordenó una avanzada de 40 infantes que fue enviada a acechar a las tropas realistas y para hacer un reconocimiento del área, estos infantes llegarian cerca de un lugar que se conoce como la cruz de Murcia.  
La retardación del cruce del río Chicamocha, alerto a Barreiro quien días anteriores en sus comunicaciones con el Virrey Juan de Sámano sospechaba algún movimiento del ejército Patriota. El día del 25 de julio a las 8 de la mañana Barreiro fue alertado por sus espías del cruce del Río Chicamocha, destacó inmediatamente el batallón Primero del Rey y algunos escuadrones los cuales cruzaron el Río Chicamocha por el puente El Salitre, tomaron dirección sureste alcanzando el alto de El Volador de 300 metros de altura. Siguiendo su marcha, las tropas del Primero del Rey llegaron al lugar que se conoce como la Cruz de Murcia donde se encontraron con la avanzada de los 40 infantes que había mandado Bolívar previamente. Las tropas del rey batieron totalmente con la avanzada y siguieron su camino donde después alcanzaron a ocupar el cerro del Picacho o de la Guerra. Ya ahí las tropas del rey empezaron a organizarse para la defensa de esta posición.
El resto del ejército llegaría más tarde a las 11:00 de la mañana junto a Barreiro quien ocupó la casa de José Antonio Díaz o casa de vargas como se conoce en algunas publicaciones como puesto de mando y colocó la caballería al sur de ella como reserva. El ejército realista también ocupó el cerro del cangrejo, Barreiro también ordenó al comandante del Primero del Rey el teniente coronel Nicolás López que con su batallón tomase los cerros de la espalda del enemigo para caer sobre su retaguardia.
La elección de esta posición por parte de Barreiro fue acertada puesto que el ejército libertador debía avanzar forzosamente por el camino dominado por los realistas teniendo a su derecha a un pantano intransitable que impedía la adopción de formaciones de combate. Los 2 factores que tenían a su favor Barreiro eran el tiempo y el terreno, Bolívar se veía necesariamente forzado a atacar de frente una posición preparada para la defensa.

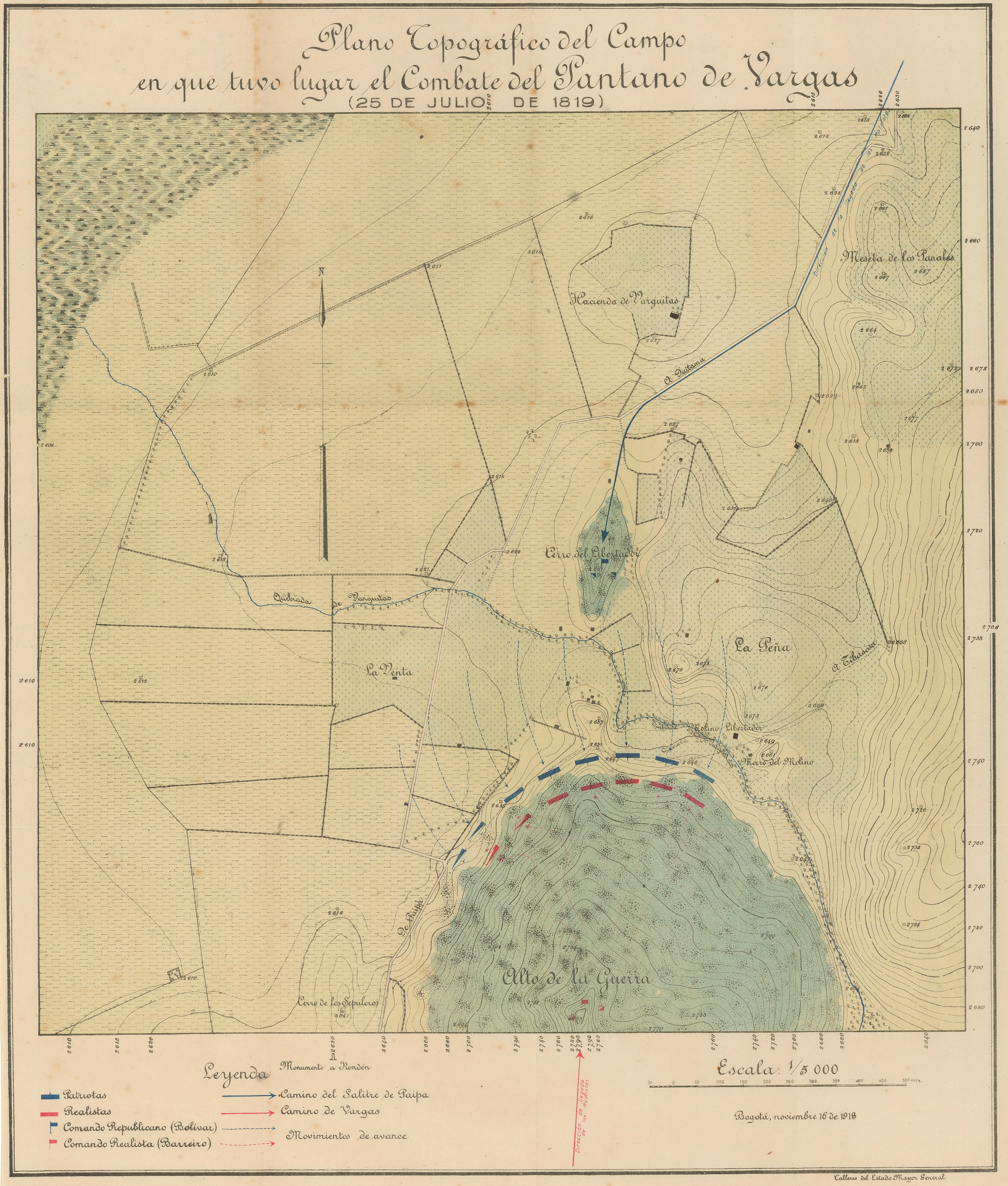
Plano topográfico del campo en que tuvo lugar el combate del Pantano de Vargas (25 de julio de 1819)

El ejército libertador llegó finalmente al lugar donde se daría el combate cerca de las 12:00 de la tarde, Bolívar al ver la presencia del ejército realista en el pantano de Vargas ordenó a la división de vanguardia a tomar el Cerro del Picacho o de la Guerra posición dominante del sector. Este sería el flanco izquierdo del ejército libertador la vanguardia granadina comandada por el general de división Francisco de Paula Santander, destacaría 2 batallones para la toma de este cerro el batallón Cazadores y detrás el Primero de Línea de la Nueva Granada como reserva, comandados por los coroneles Joaquín París y Antonio Obando respectivamente.
El general de brigada José Antonio Anzoátegui, al mando de la división de retaguardia, atacaría el cerro del Cangrejo; el coronel Arturo Sandes, comandante del Batallón Rifles, avanzaría por el ala derecha; el Batallón Barcelona, liderado por el coronel Ambrosio Plaza, se situaría en el centro; en la reserva estarían el 1.º de Línea, Bravos de Páez, la Legión Británica y la caballería la reservó bajo sus inmediatas órdenes.
En el cerro de la guerra la acción del batallón Primero el Rey sobre el Picacho fue tan impetuosa que la vanguardia granadina fue desalojada al sector en pendiente que ocupaba y arrojada a la quebrada de varguitas ese ataque fue reforzado con la compañía de granaderos del batallón segundo de Numancia que coadyuvó valientemente al soltar a su enemigo de la posición. El combate fue bastante reñido y los hombres heridos rodaban por la ladera septentrional del cerro del Picacho.
En tres oportunidades, los batallones republicanos Rifles y Barcelona, que habían ascendido por la escarpada ladera que da hacia la quebrada Varguitas, fueron repelidos de manera arrolladora por el Batallón Tambo, comandado por el coronel Jiménez, por el centro y el ala izquierda, apoyados posteriormente por una parte del Batallón Segundo de Numancia, al mando del coronel Juan Tolrá. Bolívar ordenó apoyar a la infantería con los Bravos de Páez, comandados por el coronel Justo Briceño y la Legión Británica, comandada por el coronel Jaime Rooke. Con estos refuerzos los Patriotas por medio de una carga a la bayoneta casi recuperan la posición, es en esta carga donde más luce la Legión Británica pero donde también acabaría herido de gravedad el coronel Rooke. Viendo que sus tropas cedían terreno. Barreiro dispuso el envío de dos compañías del Segundo de Numancia estos siendo los Granaderos y el 4° y 6° de Dragones, Barreiro ordenó a sus Dragones a desmontar de sus caballos para apoyar a la infantería, comandados por el coronel Salazar, para detener la nueva acometida de los republicanos. Estos refuerzos logran restablecer el equilibrio en las líneas realistas y rechazan nuevamente a las tropas patriotas, es tan formidable la acometída que los patriotas pierden buena parte del terreno conquistado.
Por el estrecho camino que bordea el lago, la lucha fue también muy ardua, pues, por un lado, los soldados, comandados por Anzoátegui, no cedían ante el embate de los Húsares de Fernando VII, llegando a veces hasta la estrecha garganta que separa los dos cerros.

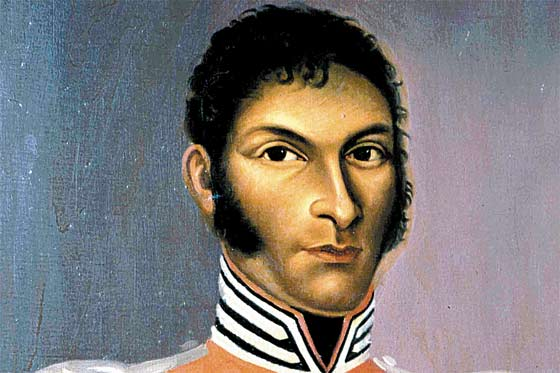
Retrato del Coronel Juan José Rondón

Barreiro otra vez reordena sus tropas y lanza un contraataque que esta vez tiene éxito, cerca de las 5:00 de la tarde el fruto esta acción empieza a darse; los patriotas empiezan a retroceder desordenadamente. Se afirma que el comandante español había gritado, hacia las 5:00 p. m., “Viva España, ni Dios me quita la victoria” y ordenó a la reserva de infantería un movimiento de envolvimiento por la derecha y el ataque de la caballería por el estrecho desfiladero que partiendo del cerro del Cangrejo iba entre el pantano y el cerro de la guerra.
Viendo la situación tan angustiante por la posibilidad de que la caballería realista envolviera a los republicanos, Bolívar desde su posición en el cerro de Bolívar se mostraba angustiante, cuenta la tradición que sin saber qué hacer dijo "se nos vino a la caballería y se perdió la batalla" lo cual el teniente coronel Juan José Rondón comandante del escuadrón de lanceros de Llano Arriba, quien Bolívar tenía como reserva, le dijo el libertador "cómo se va a perder si ni yo ni mis inminentes hemos peleado, déjenos hacer una entrada."  Bolívar desconcentrado le contestó "haga lo que pueda salve pues usted la patria coronel" así ordenando a Rondón atacar con su caballería, sus jinetes estaban montados en caballos frescos recién llegados de la hacienda de la familia Niño. Al recibir la orden Rondón se dirige a sus lanceros de Llano Arriba, incitándolos a la lucha con el llamado “¡Camaradas! los que sean valientes síganme porque en este momento triunfamos” y se lanzó al galope sobre el enemigo, sólo 14 jinetes oyeron el orden inicial del ataque.

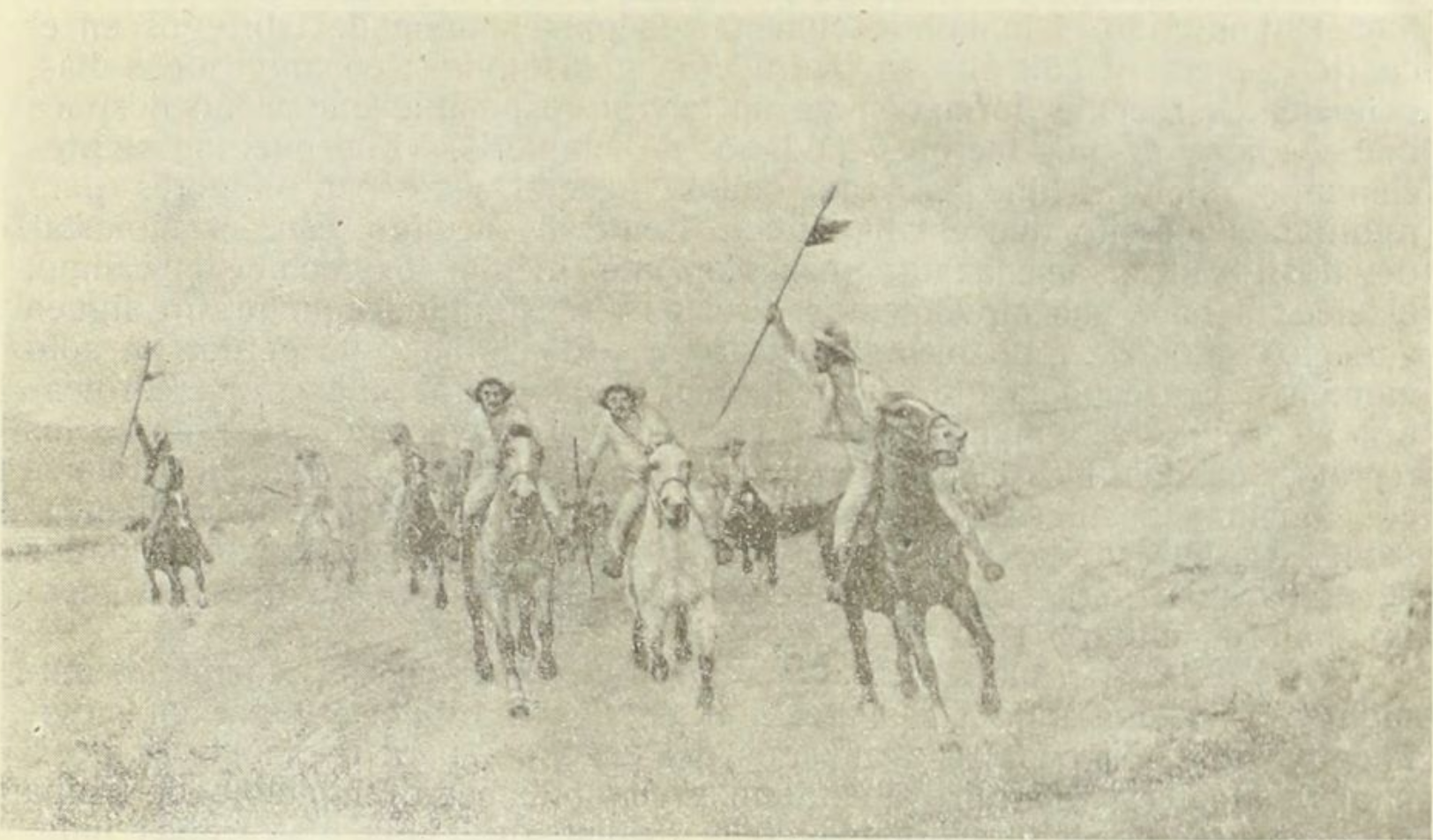
La Carga del Pantano de Vargas

La carga de estos 15 jinetes se dirigió sobre los dragones y reservas de infantería española. La carga logró penetrar la ofensiva realista, destruyendo las escuadras a su paso, siendo apoyado por el resto de caballería e infantería al mando de Mujica, Infante y Carvajal. La carga fue tan arrolladora que los realistas fueron desalojados del camino por la caballería de Carvajal y del cerro del Cangrejo por la caballería de Rondón, pereciendo buena parte de los jinetes de los Húsares de Fernando VII, incluso su comandante el teniente coronel Francisco Góngora. Durante la contienda uno de los 14 lanceros del llano arriba, el sargento segundo José Inocencio Chincá, se vio embestido en una larga y ardua lucha con un jinete de la caballería realista, el capitán Ramón Bedoya. Los dos se midieron en una intensa lucha en la cual Bedoya logró herir gravemente al sargento Chincá. Aun herido, con una rabia Chincá se lanzó al galope y con toda su furia logró mandar  un lanzazo por el torso del capitán Bedoya causándole la muerte y la caída de su caballo.
Mientras sucedia esto la infantería realista es arrollada por las tropas a órdenes de Santander y Anzoátegui. Un fuerte aguacero, después de las cinco de la tarde, dispersó a las tropas que se replegaron hacia sus respectivos sitios de mando.

## Consecuencias
Con la llegada del fuerte aguacero cerca de las 6:00 de la tarde, Barreiro retiró su ejército a su campamento original en Paipa, mientras que el ejército libertador se mantuvo ahí en el campo de Vargas. La batalla había sido ardua y sangrienta, las pérdidas de ambos bandos fueron considerables teniendo en cuenta los efectivos empleados, y los dos habían quedado casi agotados. El boletín del ejército libertador preparado por el coronel Manuel Manrique relata que los patriotas tuvieron 104 bajas entre muertos y heridos mientras que el mismo documento afirma que el ejército realista había perdido entre muertos y heridos 500 hombres de sus mejores tropas y había dejado en poder de los patriotas una multitud de prisioneros, fusiles, lanzas, cajones de municiones, cajas de guerra, cornetas y 2 estandartes del Regimiento de Dragones de Granada. El oficial de mayor rango del bando Patriota herido en el combate fue el coronel James Rooke comandante de la legión británica. Rooke había recibido un balazo en el codo del brazo izquierdo que le rompió la articulación desgarrándole el hueso, el cirujano mayor no pudo hacer la amputación sino hasta el día siguiente. El día siguiente con su brazo izquierdo ya amputado, el coronel Rooke lo tomó con la mano derecha por la muñeca levantándolo arriba de la cabeza exclamando “Viva la Patria” en su pobre español, el coronel Rooke moriría 3 días después debido al gangrene. El sargento segundo Inocencio Chincá también murió de sus heridas unos días después del combat, siendo enterrado en Tibasosa donde sus restos se reposan hasta hoy en día.

Por el lado realista, en sus comunicaciones con el Virrey, Barreiro afirma que había calculado la pérdida de 140 de sus efectivos entre muertos y heridos entre los primeros 3 oficiales. En esta misma comunicación también relata que 
“Nuestra caballería había sufrido un fuego horroroso de que muchos fueron víctimas… Nuestra pérdida fue de poca consideración y luego que los cuerpos me pasan los estados de ella, tendré el honor de poner en conocimiento de V.E.”
También añadió.
“Muchos caballos hemos perdido en la acción del 25"
Barreiro también afirmó que las pérdidas sufridas por el ejército patriota habían sido “de la mayor consideración”, y que sus espías le habían notificado de la llegada de 190 heridos a Sogamoso y que muchos de ellos habían muerto incluyendo muchos jefes y oficiales de gran reputación entre ellos el “coronel del batallón inglés y también el coronel de caballería Briceño.”
Estimaciones modernas deducen que las bajas del combate en el Pantano de Vargas fueron seguramente equilibradas, el coronel Camilo Riaño calcula entre 300 a 350 por bando, mientras que el historiador Julio Albi de la Cuesta calcula las pérdidas realistas entre 400 y 500 hombres mientras que los patriotas en torno a los 300.
No obstante, las pérdidas habían dejado a  ambos ejércitos en un estado de desgaste llevando a que los dos tomasen los siguientes días para reagruparse para recuperar sus fuerzas. Barreiro seguía sin contar con parte de su división y esperaba refuerzos y municiones de las que carecía totalmente. Sus refuerzos llegarían en los días siguientes, consistentes en 2 compañías del batallón Segundo de Numancia y  3 compañías del batallón Primero del Rey que estaban en el Valle de Tenza con las cuales Barreiro aumentó su fuerza a un total de 1600 hombres de infantería y 350 de caballería descontando las bajas. Por otro lado, el ejército libertador no se encontraba en condiciones para continuar operaciones debido a las bajas sufridas en el combate, llevando a que el libertador decretara el 28 de julio la ley marcial en la Provincia dónde establecía que los hombres de la edad de 15 años hasta la de 40 años se presentarán ante las autoridades parroquiales o los oficiales militares más cercanos para ser incorporados dentro del ejército. También se le había unido algunos de las guerrillas que habían operado en esa zona como las de Tovar Montaña, Calvo, y el negro Marcos provenientes de la provincia de Tunja y del Socorro.
El ejército libertador no emprendería ninguna operación hasta el 3 de agosto cuando inició la contramarcha de Paipa.

## Estudios contemporáneos
Aunque al final el Ejército Libertador pudo obtener la victoria, desde la vista tática no fue una acción decisiva. Debido a que ninguno de los dos contendores quebrantó en forma absoluta la resistencia al contrario, no obstante que ambos proclamaron en sus partes fechados sobre el mismo, campo, el triunfo de sus armas. Pero uno de los grandes resultados favorables a las tropas libertadoras fue haber causado la desmoralización de las tropas realistas y también el cambio total de opinión de Barreiro respecto a la calidad del ejército “insurgente” como él los calificaba. Por eso algunos historiadores han considerado la victoria en el Pantano de Vargas como un “triunfo moral”, la desmoralización de las tropas realistas fue evidente, la manera en cómo dirigía las operaciones Barreiro llevó a la pérdida de confianza por parte de sus tropas en él, contribuyendo a la derrota decisiva en la Batalla de Boyacá el 7 de agosto.
En 2010 empezó una nueva investigación en el Pantano de Vargas por un grupo de antropólogos, liderados por el investigador José Vicente Rodríguez. En un estudio preliminar se localizó una fosa común en el llano de Barital con al menos 600 muertos. Se estima que los resultados de la nueva investigación sean revelados en 2032.

## Legado
Las actuaciones de los coroneles Rondón, Carvajal, y la Legión Británica en la batalla fueron alabados por muchos de los oficiales del ejército libertador. En sus memorias escritas y publicadas en 1838, el general Santander escribiría sobre la batalla que
«La gloria de Vargas pertenece al coronel Rondón, y al teniente coronel Carvajal, ambos de los llanos de Venezuela. A ningún otro se le concedió sino a ellos en aquel glorioso día el renombre de valientes.»
El grito de bolívar a rondón para ordenarlo a atacar "coronel salve usted la patria" fue adoptada como el lema oficial de la caballería del Ejército Nacional de Colombia. Por la decisiva actuación de la caballería patriota en la batalla cada 25 de julio se celebra oficialmente el día de la caballería colombiana. Tras la estampida de los 14 llaneros, Bolívar gritó a algunos oficiales subalternos "Infante, Mojica, Carvajal, ¡este es el momento de vencer o morir!", convirtiendo esta última afirmación en el lema del arma de Ingenieros Militares del ejército colombiano.

## Monumento

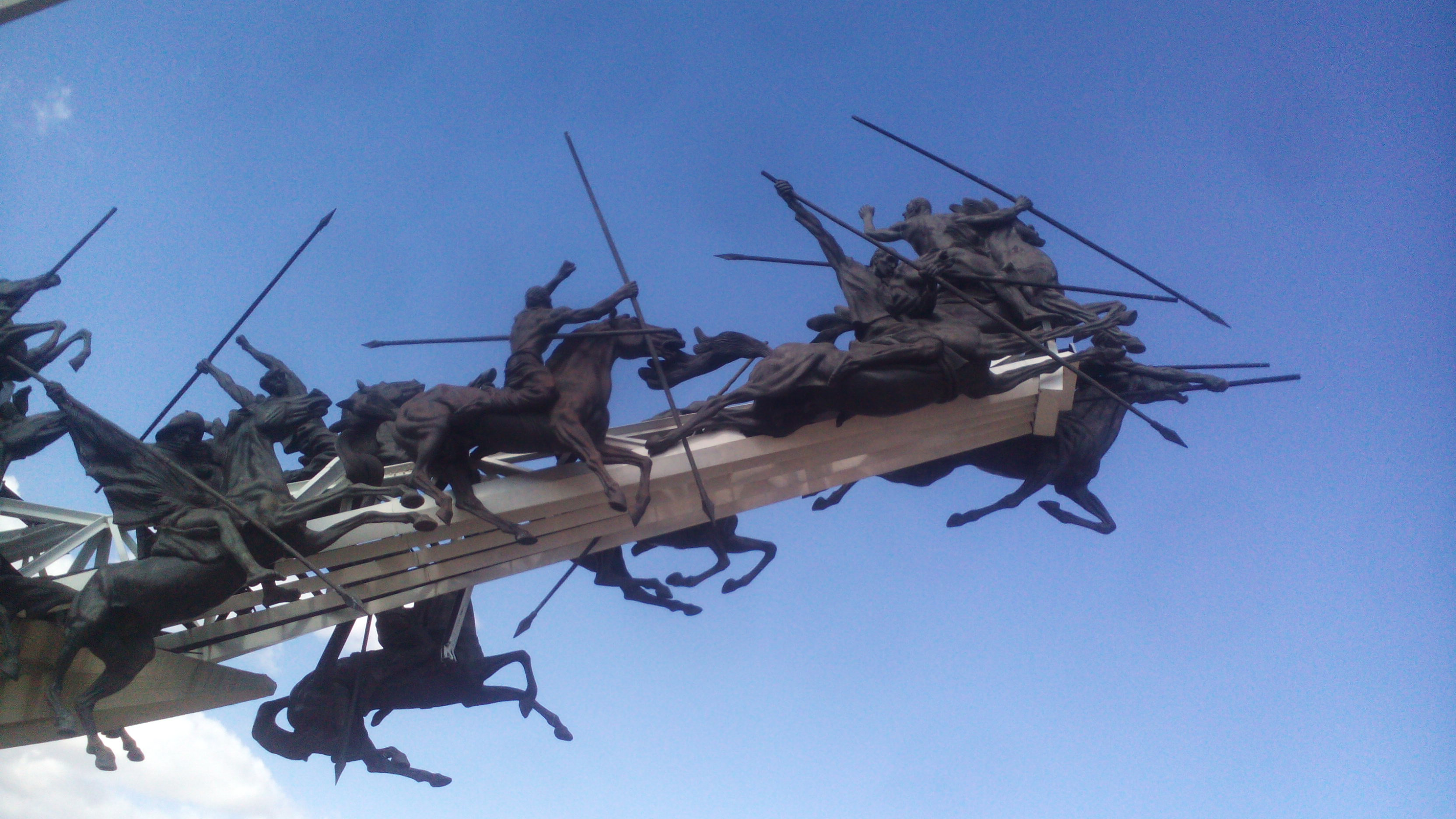
Monumento a la batalla del Pantano de Vargas.

Para la celebración de los 150 años de la campaña libertadora (20 de julio de 1969), el maestro Rodrigo Arenas Betancourt esculpió los caballos y jinetes en bronce, mientras que la estructura de concreto, acero y bronce fue diseñada por el ingeniero Guillermo González Zuleta. Mide 100 metros de largo, 33 metros de ancho y 40 metros de alto. Los 15 caballos son de bronce y pesan cada uno casi 2 toneladas. Es el monumento más grande de Colombia y se halla cerca del municipio de Paipa. La imagen que encabeza este artículo corresponde a dicho monumento.

## En la cultura popular
La batalla es narrada gráficamente en el número 47 de la revista de historietas mexicana Aventuras de la vida real, del 1 de noviembre de 1959, titulado El Pantano de Vargas.